# ロダン共和国

ロダン共和国
République Rhodanienne (フランス語)

ロダン共和国（ロダンきょうわこく、フランス語: République Rhodanienne、英語: Rhodanic Republic）、またはヴァレー共和国（ヴァレーきょうわこく、英語: Republic of Valais）とは、ナポレオン戦争期にフランス支配の下で建てられたフランスの姉妹共和国である。「ロダン」という名前はローヌ川のラテン名であるロダヌス川から来ている。

## 歴史
ナポレオン・ボナパルトはイタリアやアルプス周辺への軍事侵攻を容易にするために、スイスを自身の勢力圏に含める方法を長い間模索していた。そこで、彼は様々な手段を用いてスイスの全領土、最低でも一部の領土を征服しようと試みた。特に、フランス語圏であったジュネーヴ州・ヴォー州・ヴァレー州はナポレオンにとって好都合な地域であったため、彼はその三州の領域にフランスの傀儡国家を建設する計画を立てた。レマン州（現ヴォー州）がベルン州から独立した際、ナポレオンはレマン州の一部を用いてロダン共和国を建設するという案を押し通した。
ロダン共和国の構想は、フランスのギヨーム・マリ＝アンヌ・ブリュヌ元帥によって「スイス連邦の3後続国家の一つ」として1798年3月にはすでに考えられていた。もともとロダン共和国は現在のヴォー・ヴァレー・ティチーノ・フリブールの4州からなり、ローザンヌを首都とした共和国になる予定であった。国内のカントン（州）は17の管理管区へと分割し、各管理区には代理長官（フランス語: Sous-préfet）が置かれる予定であった。しかしこれらの案はうやむやにされた。1798年3月5日にナポレオン率いるフランス軍はスイスへ侵攻。これを受けて同年3月16日にヴァレー州民がヴァレー共和国（フランス語: Republique du Valais）の独立を宣言、5月1日にはヘルヴェティア共和国へと併合された。
ヘルヴェティア共和国は実質的なフランスの傀儡としてナポレオンの提案を呑むことも多かった。しかし、国内で闘争が続き不安定化してくると次第に要求を聞かなくなった。ヘルヴェティア共和国内の危機は1802年に明確化した。同時期に、ナポレオンはイタリアへの移動路の確保とフランス・イタリア間の関係の安定化が必要であると痛烈に感じていた。そんな折に、ロダン共和国の案が現実味を帯びた。この際には、ロダン共和国は単純にヴァレー州周辺のカントンをまとめたものとして構想され、余命幾ばくもなかったヘルヴェティア共和国から独立させることとなった。これによって、ナポレオンはイタリアに到達するための安定した移動路を確保することになった。

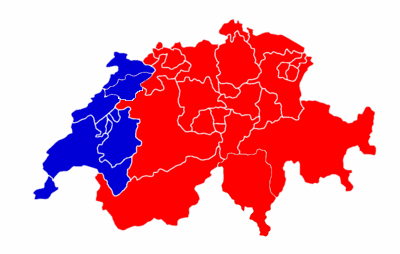
ロダン共和国の最大領域（青色）

1810年12月13日、ナポレオンはロダン共和国をフランス帝国の県として突如宣言し事実上フランスへ併合、名称もシンプロン県と変更した。ヴァレーの独立は1813年に撤回され、1815年8月4日にスイス連邦へカントンとして編入された。これにより、ロダン共和国は11年の歴史に幕を閉じた。